# Gasterocome discolor
Gasterocome discolor là một loài bướm đêm trong họ Geometridae.